# بوريليا برغدورفيرية
بوريليا برغدورفيرية (الاسم العلمي: Borrelia burgdorferi) هي نوع من البكتيريا تتبع جنس البوريليا من الفصيلة البوريلية. وهي متواجدة بشكل كبير في شمال أمريكا، ولكنها أيضا تتواجد في أوروبا. تعتبر العامل المسبب لداء لايم.

## التسمية
تم تسمية البكتيريا بهذا لاسم يعود إلى مكتشف هذه البكتيريا ويلي برغدورفير (بالإنجليزية: Willy Burgdorfer).

## التأثير المرضي
داء لايم يعتبر مرض يأتي من الحيوانات وينتقل عبر القراد. هذه البكتيريا بإمكانها ان تعيش في حال عدم توفر الحديد وتعوضها باستخدام انزيمات تستخدم ال منغنيز.
تم ربط الإصابة بهذه البكتيريا مع ليمفوما غير الهودجكن بالإنجليزية: non-Hodgkin lymphomas
بوريلا بورجدوفيري كانت ثالث ميكروب يتم معرفة السلسلة اجينية من كل الميكروبات بعد هيموفيلس انفلونزي بالإنجليزية: مستدمية نزلية وميكوبلازما جينيتاليم بالإنجليزية: مفطورة تناسلية.
داء لايم يتضمن طفح على العين بالإنجليزية: bull's eye rash والحمى المتنقلة المزمنة بالإنجليزية: erythema chronicum migrans وأيضا التهاب عضلة القلب والتهاب المفاصل واضطراب في نبضات القلب وامراض عصبية.
داء لايم يعتبر شائع في الولايات المتحدة الأمريكية.

## وصلات خارجية
- NCBI Borrelia Taxonomy Browser
- Borrelia Microbe Wiki Page
- Borrelia burgdoferi B31 Genome Page